# 坪井九八郎
坪井 九八郎（つぼい くはちろう、1876年（明治9年）8月27日）- 1928年（昭和3年）10月7日）は、明治から昭和期の実業家、政治家、華族。貴族院男爵議員。

## 経歴
海軍士官・坪井航三の長男として生まれる。父の死去に伴い、1898年（明治31年）2月15日、男爵を襲爵した。
1919年（大正8年）7月、京都帝国大学法科大学を卒業。その後、月島機械取締役、台東製糖取締役、愛国貯金銀行取締役、天津取引所監査役、天津信託監査役などを務めた。
1911年（明治44年）3月11日、貴族院男爵議員補欠選挙で当選し、公正会に所属して活動し、死去するまで4期在任した。その他、第2次大隈内閣・農商務副参政官、米価調節調査会委員などを務めた。
坪井家は九八郎の没後に襲爵手続を行わず、1931年9月に華族の栄典を喪失した。

## 栄典
- 1902年（明治35年）12月20日 - 正五位[9]
- 1927年（昭和2年）1月15日 - 従三位[10]

## 親族
- 母：賀尾（よしお、山下義和長女）[1][3]